# Championnat d'Allemagne de l'Ouest de hockey sur glace 1974-1975
Saison précédente Saison suivante
La saison 1974-1975 est la 18e saison du Championnat d'Allemagne de hockey sur glace depuis la création de la Bundesliga.

## 2. Bundesliga
La saison 1974-1975 est la 3e saison de la 2. Bundesliga, le second échelon allemand. 

### Saison régulière
|     | Club                | PJ | V  | D | N  | BP  | BC  | Pts |
| --- | ------------------- | -- | -- | - | -- | --- | --- | --- |
| 1.  | Starbulls Rosenheim | 36 | 30 | 2 | 4  | 243 | 92  | 62  |
| 2.  | Augsburger Panther  | 36 | 26 | 2 | 8  | 233 | 138 | 54  |
| 3.  | Adler Mannheim      | 36 | 24 | 0 | 12 | 206 | 133 | 48  |
| 4.  | Iserlohn Roosters   | 36 | 20 | 3 | 13 | 173 | 118 | 43  |
| 5.  | SG Nürnberg         | 36 | 14 | 4 | 18 | 165 | 191 | 32  |
| 6.  | EV Duisbourg        | 36 | 14 | 0 | 22 | 145 | 181 | 28  |
| 7.  | EV Pfronten         | 36 | 10 | 4 | 22 | 137 | 183 | 24  |
| 8.  | EC Peiting          | 36 | 10 | 4 | 22 | 140 | 233 | 24  |
| 9.  | TEV Miesbach        | 36 | 10 | 3 | 23 | 123 | 230 | 23  |
| 10. | EV Landsberg        | 36 | 10 | 2 | 24 | 112 | 288 | 22  |